# 赫希古默峰
赫希古默峰（Höch Gumme），是瑞士的山峰，位於該國中部，橫跨上瓦爾登州和伯恩州，屬於埃默河谷山的一部分，海拔高度2,205米，每年平均降雨量2,465毫米。